# 谢恩费尔德
谢恩费尔德是德国巴伐利亚州的一个市镇。总面积52.24平方公里，总人口3051人，其中男性1550人，女性1501人（2011年12月31日），人口密度58人/平方公里。